# Saulius Ritter
Saulius Ritter, född 23 augusti 1988, är en litauisk roddare.
Ritter tävlade för Litauen vid olympiska sommarspelen 2012 i London, där han tillsammans med Rolandas Maščinskas slutade på 6:e plats i dubbelsculler.
Vid olympiska sommarspelen 2016 i Rio de Janeiro tog Ritter tillsammans med Mindaugas Griškonis silver i dubbelsculler. Vid olympiska sommarspelen 2020 i Tokyo slutade Ritter på 12:e plats tillsammans med Aurimas Adomavičius i dubbelsculler.